# جری والد
جری والد (انگلیسی: Jerry Wald؛ ۱۶ سپتامبر ۱۹۱۱ – ۱۳ ژوئیهٔ ۱۹۶۲) یک تهیه‌کننده اهل ایالات متحده آمریکا بود. وی بین سال‌های ۱۹۳۲ تا ۱۹۶۲ میلادی فعالیت می‌کرد.

## بخشی از فیلمشناسی به عنوان نویسنده
- دختر میلیون دلاری (۱۹۴۱)
- کارکنان (۱۹۴۱)
- تسخیرشده (۱۹۴۷)
- رؤیای من مال توست (۱۹۴۹)

## بخشی از فیلمشناسی به عنوان تهیه‌کننده
- میلدرد پیرس (۱۹۴۵)
- نقطه فروپاشی (۱۹۵۰)
- گذرگاه تاریک (۱۹۴۷)
- تسخیرشده (۱۹۴۷)
- کی لارگو (۱۹۴۸)
- جانی بلیندا (۱۹۴۸)
- یگان رزمی (۱۹۴۹)
- در زنجیر (۱۹۵۰)
- باغ وحش شیشه‌ای (۱۹۵۰)
- تور آبی (۱۹۵۱)
- برخورد در شب (۱۹۵۲)
- هر چه سخت‌تر به زمین می‌خورند (۱۹۵۶)
- پیتون پلیس (۱۹۵۷)
- عشقبازی به یادماندنی (۱۹۵۷)
- ماردی گرا (۱۹۵۸)
- تابستان گرم و طولانی (۱۹۵۸)
- خشم و هیاهو (۱۹۵۹)
- مردی با سگ شکاری (۱۹۵۹)
- پسران و عشاق (۱۹۶۰)